# تاكويا كاكنيي
تاكويا كاكنيي (باليابانية: 垣根 拓也) (3 أكتوبر 1991 في أوتسو في اليابان – )؛ هو لاعب كرة قدم ياباني سابق كان يلعب كلاعب وسط.

## وصلات خارجية
- تاكويا كاكنيي على موقع رابطة كرة القدم اليابانية للمحترفين (اليابانية)
- تاكويا كاكنيي على موقع قاعدة بيانات كرة القدم.إي يو (الإنجليزية)
- تاكويا كاكنيي على موقع Soccerway.com (الإنجليزية)